# Michel Batista (zapaśnik)
Michel Batista Martínez (ur. 20 kwietnia 1984) – kubański zapaśnik w stylu wolnym. Brązowy medalista olimpijski z Pekinu 2008 w wadze do 96 kg, po dyskwalifikacji Tajmuraza Tigijewa.
Brązowy medal na mistrzostwach świata w 2006. Złoto na igrzyskach panamerykańskich w 2007. Sześciokrotny medalista na mistrzostwach panamerykańskich, złoto w 2005, 2008-2010. Triumfator igrzysk Ameryki Środkowej i Karaibów w 2006. Drugi w Pucharze Świata w 2006; piąty w 2005; ósmy w 2009 i drugi w drużynie w 2008 roku.